# Kijŏng-dong

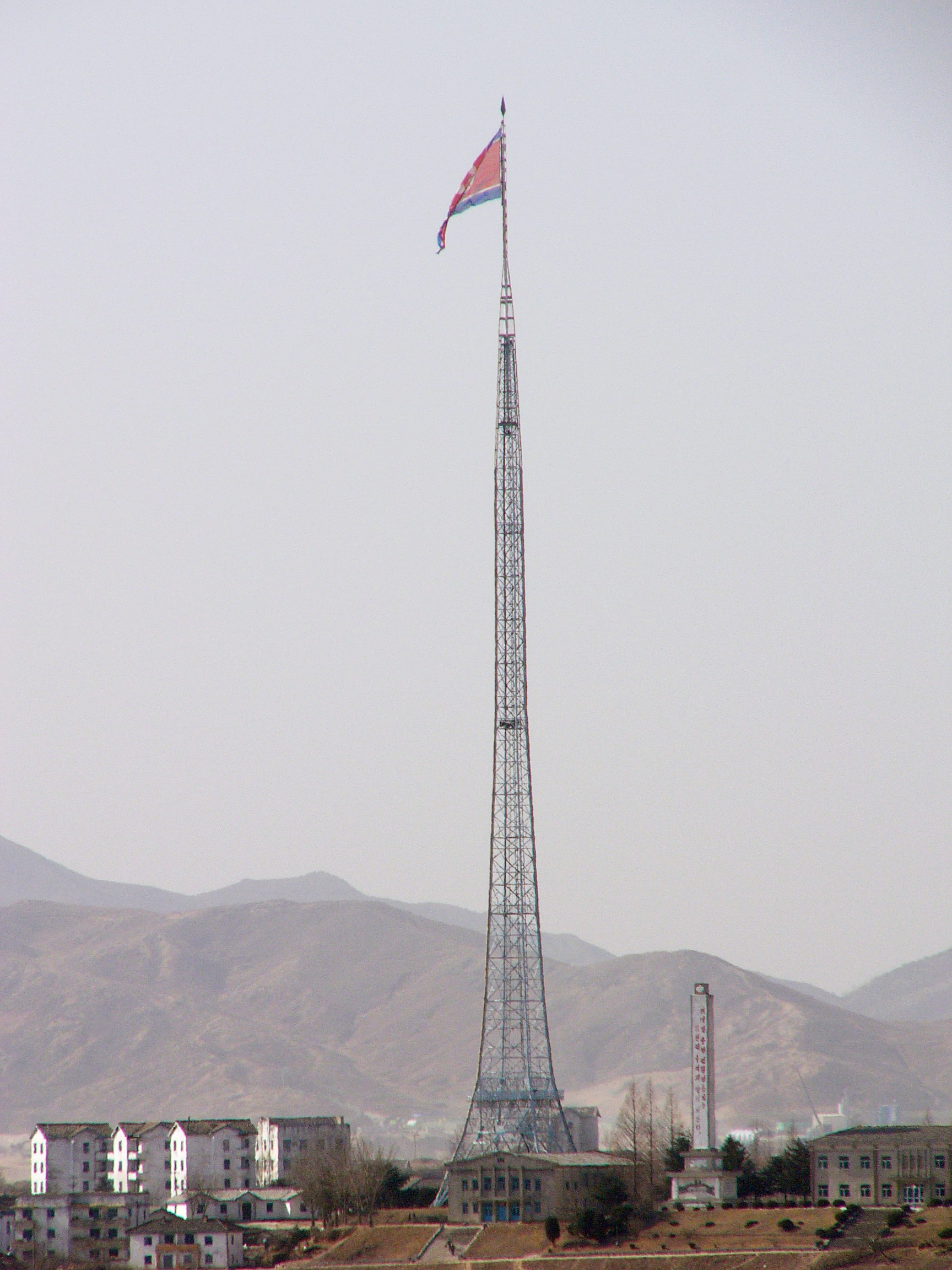
Kijŏng-dong med sin flaggstång som skulle kunna vara en radiomast

Kijŏng-dong är en ort i Nordkorea som ligger cirka 1,8 kilometer norr om Koreas demilitariserade zon. I orten finns en flaggstång som sägs vara en av de högsta i världen, men denna liknar snarast en radiomast. Det finns heller inga uppgifter som motsäger att den även skulle vara det.
Orten har benämnts som "Fredsstaden" av den nordkoreanska regimen medan Sydkorea samt övriga världen benämner orten som "Propagandastaden". Det finns få uppgifter om hur orten verkligen ser ut och få som sett den på nära håll. Från håll ser den ut så som den nordkoreanska regimen vill att besökare ska se på nordkoreanska orter, dvs välputsade och välmående. Rykten går om att orten egentligen är en "fasad" och skulle bestå av så kallade potemkinkulisser.